# 阿米尔·奥哈纳
阿米尔·奥哈纳（希伯來語：אָמִיר אוֹחָנָה，1976年3月15日—），以色列政治家，曾任以色列司法部长及国家安全部长，现任以色列议会议长。